# Далеко-далеко
«Далеко-далеко» («Далеко-далече») — радянський телефільм 1990 року, знятий режисером Віктором Крючковим на студії «Союзтелефільм».

## Сюжет
За мотивами повісті Ю.Грибова «Сороковий бір». З міста до старого лісника приїжджає Сергій із сином. Їх пов'язує давнє знайомство. Між дочкою лісника Ксенією і Сергієм зав'язується роман, але несподівано з'являється колишній чоловік Ксенії…

## У ролях
- Борис Новиков — Степан Васильович, лісник
- Анна Гуляренко — Ксенія, донька Степана Васильовича
- Сергій Баталов — Сергій
- Михайло Кабанов — Павло, колишній чоловік Ксенії
- В'ячеслав Молоков — Толік, браконьєр
- Маша Сколяпова — Таїсія, дочка Ксенії
- Ваня Глушков — Степан, син Сергія
- Павло Сиротін — Андрійович, слюсар у майстерні
- В. Окунєв — епізод
- Рома Дмитрієв — хлопчик з цибулею

## Знімальна група
- Режисер — Віктор Крючков
- Сценарист — Владислав Федосєєв
- Оператор — Фелікс Кефчіян
- Композитор — Євген Птичкін
- Художник — В'ячеслав Міненок